# Ембер (Оклахома)
Ембер (англ. Amber) — місто (англ. town) в США, в окрузі Грейді штату Оклахома. Населення — 413 особи (2020).

## Географія
Ембер розташований за координатами 35°9′37″ пн. ш. 97°52′55″ зх. д. / 35.16028° пн. ш. 97.88194° зх. д. (35.160156, -97.882066).  За даними Бюро перепису населення США в 2010 році місто мало площу 10,27 км², уся площа — суходіл.

## Демографія
Згідно з переписом 2010 року, у місті мешкало 419 осіб у 152 домогосподарствах у складі 118 родин. Густота населення становила 41 особа/км².  Було 177 помешкань (17/км²).
Расовий склад населення:
| - 90,5 % — білих - 7,2 % — корінних американців - 0,2 % — чорних або афроамериканців |

До двох чи більше рас належало 1,4 %. Частка іспаномовних становила 2,4 % від усіх жителів.
За віковим діапазоном населення розподілялося таким чином: 31,5 % — особи молодші 18 років, 59,0 % — особи у віці 18—64 років, 9,5 % — особи у віці 65 років та старші. Медіана віку мешканця становила 30,9 року. На 100 осіб жіночої статі у місті припадало 102,4 чоловіків;  на 100 жінок у віці від 18 років та старших — 93,9 чоловіків також старших 18 років.
Середній дохід на одне домашнє господарство  становив 52 692 долари США (медіана — 43 333), а середній дохід на одну сім'ю — 60 464 долари (медіана — 49 375). За межею бідності перебувало 14,6 % осіб, у тому числі 20,8 % дітей у віці до 18 років та 4,8 % осіб у віці 65 років та старших.
Цивільне працевлаштоване населення становило 157 осіб. Основні галузі зайнятості: освіта, охорона здоров'я та соціальна допомога — 24,8 %, сільське господарство, лісництво, риболовля — 19,1 %, роздрібна торгівля — 12,7 %, будівництво — 12,1 %.